# Naval Air Station Glenview

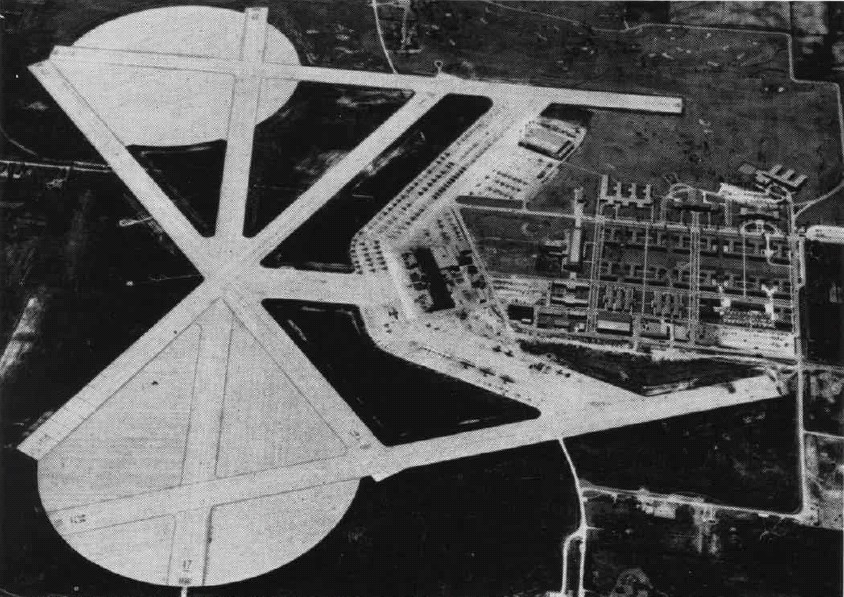
La base Glenview à la fin des années 1940.

La Naval Air Station Glenview (ou NAS Glenview) était une base d'aéronautique navale américaine entre 1923 et 1995. Située à Glenview (Illinois), dans la banlieue de Chicago.
Elle fut d'abord utilisée par les hydravions sur le lac Michigan, puis par les P-3 Orion, stationnés sur place pour lutter contre les sous-marins de la marine soviétique pendant la guerre froide. 
Aujourd'hui, le secteur a été transformé en zone résidentielle et commerciale appelée « The Glen », mais la tour de contrôle est classée au Registre national des lieux historiques.